# Trentepohlia eurystigma
Trentepohlia eurystigma är en tvåvingeart som beskrevs av Alexander 1973. Trentepohlia eurystigma ingår i släktet Trentepohlia och familjen småharkrankar. Inga underarter finns listade i Catalogue of Life.